# Rahayu (Soko)
Rahayu is een bestuurslaag in het regentschap Tuban van de provincie Oost-Java, Indonesië. Rahayu telt 3349 inwoners (volkstelling 2010).